# Elsa, l'essentiel 1986-1993
Albums de Elsa
Everyday
(1996) De lave et de sève
(2004)
Elsa, l'essentiel 1986-1993 est une compilation de la chanteuse et comédienne Elsa.
Il marque la fin de sa collaboration avec son ancienne maison de disques, BMG France.
Parallèlement à la sortie de cette compilation, les trois premiers albums de la chanteuse ont été réédités sous le titre premier album, deuxième album et troisième album et vendus ou individuellement ou ensemble dans un coffret carton.
Ils furent édités chez EMI Music.
Cette compilation reprend les plus grands succès d'Elsa, ainsi que des titres inédits et collectors comme les versions espagnole et italienne de Jour de neige ou encore la version anglaise de T'en va pas qui n'étaient disponibles jusque-là qu'en 45 tours très rare.

## Liste des titres
| no  | Titre                                                                                          | Durée      |
| --- | ---------------------------------------------------------------------------------------------- | ---------- |
| 1.  | T'en va pas version longue (R.Wargnier - C.Cohen / R.Musumarra)                                | 5 min 25 s |
| 2.  | Quelque chose dans mon cœur Remix (P. Grosz / G.Lunghini - V.M.Bouvot)                         | 3 min 30 s |
| 3.  | Un Roman d'amitié duo avec Glenn Medeiros(D. Barbelivien- R. Buchanan / D. Warren)             | 4 min 20 s |
| 4.  | Jour de neige (P. Grosz / G.Lunghini - V.M. Bouvot)                                            | 3 min 05 s |
| 5.  | Jamais nous Remix duo avec Laurent Voulzy(D.Barbelivien / G.Lunghini - V.M.Bouvot)             | 3 min 50 s |
| 6.  | À la même heure dans deux ans (P.Grosz / G.Lunghini - R.Donnez)                                | 3 min 30 s |
| 7.  | Mon cadeau (D.Barbelivien / G.Lunghini - V.M.Bouvot)                                           | 3 min 50 s |
| 8.  | Pleure doucement Remix (Th.Séchan / G.Lunghini - R.Donnez)                                     | 3 min 59 s |
| 9.  | Qu'est ce que ça peut lui faire (G.Presgurvic / G.Lunghini - V.M.Bouvot)                       | 3 min 20 s |
| 10. | Rien que pour ça (G.Presgurvic / E.Lunghini)                                                   | 2 min 45 s |
| 11. | Supplice chinois (J.Duvall / G.Lunghini)                                                       | 4 min 14 s |
| 12. | Être ensemble (J.L.Dabadie / G.Lunghini)                                                       | 3 min 50 s |
| 13. | Bouscule-moi (J.Duvall / R.Donnez - G.Lunghini)                                                | 3 min 30 s |
| 14. | Tout l'temps, tout l'temps (J.L.Dabadie / G.Lunghini - R.Donnez) Adapt. E.Lunghini             | 2 min 45 s |
| 15. | Papa, please don't go (R.Wargnier - C.Cohen - C.Welsman / R.Musumarra)                         | 3 min 59 s |
| 16. | Gli anni miei version italienne de Jour de neige (P.Cassella / G.Lunghini - V.M. Bouvot)       | 3 min 58 s |
| 17. | Solo era un sueño version espagnole de Jour de neige (C.Rosenvinge / G.Lunghini - V.M. Bouvot) | 4 min 02 s |
| 18. | Dos bichos raros version espagnole de Jamais nous(C.Rosenvinge / G.Lunghini - V.M.Bouvot)      | 3 min 54 s |
| 19. | T'en va pas 1997 Remix version [*] (R.Wargnier - C.Cohen / R.Musumarra)                        | 3 min 19 s |

- . ↑  Piste uniquement disponible sur le CD japonais

## Supports commerce
- Disponible en CD et K7 avec une pochette noire
- Le CD à l'export a parfois une pochette rouge